# Дэвис, Робертсон
Робертсон Дэвис (полное имя — Уи́льям Ро́бертсон Дэ́вис, англ. Robertson Davies; 28 августа 1913, Темсвилл, Онтарио, Канада — 2 декабря 1995, Оринджвилл, Онтарио, Канада) — канадский писатель-прозаик, драматург, критик, журналист.

## Биография
Учился в частной школе-пансионе для мальчиков Upper Canada College, затем — в университете Кингстона и Баллиольском колледже Оксфорда (Англия).
В 1939 году — первая публикация — «Shakespeare’s Boy Actors».
По возвращении в Канаду в 1940 году — литературный редактор журнала «Saturday Night» и издатель газеты «The Peterborough Examiner» (Питерборо).
В 1951 году — первый крупный роман — «Tempest-Tost».
C 1960 по 1981 год преподаёт в Тринити Колледже Университета Торонто, с 1963 года — ректор Мэсси Колледжа.
Наибольшую известность получает после выхода философско-магической «Дептфордской трилогии» (романы «Пятый персонаж», 1970; «Мантикора», 1972; «Мир чудес», 1975). «Пятый персонаж» интересен для русского читателя рассказами об особенностях протестантского мироощущения и отличиях его от ментальности католика. В России плохо знакомы с деятельностью иезуитов и с агиографией, поэтому представляется, что книга привлекает не сюжетом с элементами бытописания, критики Первой мировой войны и детективной загадки, а полезной информацией о духе христианства в современной Канаде. Автор ироничен, веру в чудеса циркового мага он рассматривает параллельно с рассуждениями о чудесах канонизированных святых, но тем не менее вопрос о месте чуда в нашей жизни и о вере искреннего прихожанина поставлен в «Пятом персонаже» довольно серьезно.
В 1980-х пишет ещё одну трилогию — «Корнишскую трилогию» (романы «Мятежные ангелы» (The Rebel Angels), 1981 (на русском языке вышел в 2012 г.); «Что в костях заложено» (What’s Bred in the Bone), 1985 (на русском языке вышел в 2012 г.); «Лира Орфея» (The Lyre of Orpheus), 1989 (русское издание — 2013 г.). Первый из них, вместе с «Дептфордской трилогией», был включен в знаменитый литературный «Западный канон» критика Гарольда Блума. Два последних романа Дэвиса — «Murther and Walking Spirits» (1991, история рассказанная призраком убитого человека) и «The Cunning Man» (1994) — также имели успех, но закончить свою третью трилогию писатель не успел.
«Психологизм для Дэвиса — это всё. Он использует все известные миру архетипы, дабы сделать своих героев объемнее. Фольклорный подтекст необъятен — от праисточников гетевского „Фауста“ до французского аллегорического „Романа о лисе“ XII—XIII веков. Причем эта смысловая насыщенность легко воспринимается благодаря лаконичности и точности языка, которым написана трилогия…» (из рецензии Юлии Качалкиной).
Дэвис — автор либретто к операм «Jezebel» (1993) и «The Golden Ass»  (вторая основана на «Метаморфозах» Апулея, была поставлена в апреле 1999 года в Торонто).
Робертсон Дэвис умер 2 декабря 1995 года в больнице Оранжвиля после перенесённого инфаркта.